# Magic Circle Festival
| Magic Circle Festival      | Magic Circle Festival               |
| -------------------------- | ----------------------------------- |
| Magic Circle Festival      |                                     |
|                            |                                     |
| Informationen zum Festival |                                     |
| Ort:                       | Metalcamp in Tolmin, Slowenien      |
| Musikrichtung:             | Metal                               |
| Datum 2010:                | 11. Juli                            |
| Kapazität:                 | max. 12.000                         |
| Künstler:                  | 17 Bands                            |
| Anzahl Bühnen:             | 2                                   |
| Website:                   | http://www.magiccirclefestival.com/ |

Das Magic Circle Festival war ein Musikfestival mit Bands aus dem Bereich Heavy Metal, das von 2007 bis 2010 jährlich stattgefunden hat. Es wurde von Magic Circle Music, dem Plattenlabel von Joey DeMaio, ins Leben gerufen und fand erstmals am 6. und 7. Juli 2007 in Bad Arolsen (Hessen) statt.

## Hintergrund
Angekündigt wurde das Festival von Joey DeMaio, dem Bassisten von Manowar, während des letzten Deutschland-Konzertes der Demons, Dragons & Warriors-Tour am 31. März 2007 in der Hanns-Martin-Schleyer-Halle in Stuttgart. Es wurde als Dankeschön an die Manowar-Fans konzipiert, weil sich die Veröffentlichung des Albums Gods of War hinauszögerte und daher auch die Tournee zweimal verschoben werden musste (erst von April 2006 auf Dezember 2006, dann erneut auf März 2007). Daher auch der geringe Eintrittspreis von 10 Euro pro Tag.

## 2007
Ursprünglich sollte sich das Magic Circle Festival nur über einen Tag (7. Juli 2007) erstrecken, wegen der großen Nachfrage wurde jedoch ein weiterer Tag hinzugefügt (6. Juli 2007), wobei die Mehrzahl der Bands an beiden Tagen aufgetreten ist. Im November 2007 erschien ein Mitschnitt des Festivals auf DVD. Während der Manowar-Show am 7. Juli 2007 wurde von Joey DeMaio angekündigt, dass es sich nicht um ein einmaliges Dankeschön handele. Vielmehr solle sich das Magic Circle Festival als alljährliches Festival etablieren, weshalb DeMaio das zweite Festival für 2008 bereits bestätigte und auch Einzelheiten zum Festivalablauf verkündete.

## 2008
Das Magic Circle Festival 2008 begann am Mittwoch, 9. Juli 2008 mit einer Verbrennung des alten Holzschiffes der letzten Tour. An diesem Tag wurde auch ein neuer Guinness-Weltrekord mit 139 dB aufgestellt. Das Festival endete am Samstag, den 12. Juli 2008. Am Donnerstag spielte Alice Cooper als Headliner. Während des Festivals kam es zu den Absagen der Bands Whitesnake und Def Leppard, die ursprünglich als Co-Headliner angekündigt wurden. Krypteria kamen dafür kurzfristig zu einem Auftritt als Ersatz. Während des Festivals spielten Manowar ihre ersten sechs Studioalben live in chronologischer Reihenfolge und verteilten eine kostenfreie Single namens Die With Honor, welche in einer Auflage von 20.000 Stück hergestellt wurde, an ihre Fans.

## 2009
Das Rahmenprogramm des eintägigen Magic Circle Festival 2009 am 18. Juli 2009 begann bereits am 17. Juli 2009 u. a. mit einer Autogrammstunde, einer Lesung von Wolfgang Hohlbein zum Projekt „The Asgard Saga“ sowie der AC/DC-Coverband Heatseekers. Noch während des Auftritts von Manowar teilte Joey DeMaio den Zuschauern mit, dass das Magic Circle Festival 2010 nicht mehr auf der Loreley stattfinden wird. Wolfgang Hohlbein war mit Joey DeMaio von dem Musikjournalisten und Privatinvestor Ralf Buxa 2007 während des ersten Festivals bekanntgemacht worden, weil dieser eine Zusammenarbeit von Manowar und Wolfgang Hohlbein im Sinn hatte. 2008, am Ende des 2. Festivals, wurden Wolfgang Hohlbein, dessen Manager Dieter Winkler und Ralf Buxa den Fans vorgestellt und so das gemeinsame Projekt „Asgard Saga“ bekanntgegeben. Im Juli 2010 stieg Ralf Buxa aus der „Asgard Saga“ aus. Er wird im Bereich 3D-Filme (z. B. „Robin Hood - Ghosts of Sherwood“) Investitionen tätigen und an 3D-Produktionen für die freie Wirtschaft mitwirken sowie Wolfgang Hohlbein weiter unterstützen.

## 2010
2010 fand das Magic Circle Festival erstmals außerhalb Deutschlands statt. Es fand in einer einzigartigen Kooperation am 11. Juli 2010 im Anschluss an das Metalcamp in Tolmin, Slowenien, auf demselben Gelände statt. Zum Rahmenprogramm gehörte in diesem Jahr u. a. eine Übertragung des Finales der Fußball-WM in Südafrika auf einer Großbild-Leinwand. Außerdem gab Manowar am Vortag einen ganzen Tag lang Autogramme. Es war der erste Auftritt, der Band in Slowenien. Das Ticketkontingent war auf 12.000 Karten beschränkt. Während auf der Hauptbühne bekanntere Metalbands spielten, traten auf der zweiten Bühne vor allem Newcomer und unbekanntere Bands auf.

## Festival nach Jahren
| Jahr | Datum         | Veranstaltungsort                                         | Headliner | Bands | Besucher   |
| ---- | ------------- | --------------------------------------------------------- | --------- | --- | ---------- |
| 2007 | 6. – 7. Juli  | Prinz-Eugen-Kaserne Bad Arolsen, Hessen                   | Manowar   | HolyHell, Majesty, Messiah’s Kiss, David Shankle Group, Imperia, Saidian, Mordeen, Black Situation, Gamma Ray, Stormwarrior, Lion's Share, Mob Rules, Heavenly | ca. 25.000 |
| 2008 | 9. – 12. Juli | Prinz-Eugen-Kaserne Bad Arolsen, Hessen                   | Manowar   | Alice Cooper, Ted Nugent, Michael Schenker Group, Benedictum Gotthard, W.A.S.P., Doro, Beloved Enemy, Jack Starr's Burning Starr, Stormwarrior, KOBUS!, Majesty, HolyHell, Brazen Abbot (mit Joe Lynn Turner), Krypteria, Titanium Black, Mob Rules, Sixth Sense, Cassock | ca. 20.000 |
| 2009 | 18. Juli      | Loreley Freilichtbühne Sankt Goarshausen, Rheinland-Pfalz | Manowar   | Kingdom Come, Ulytau, HolyHell, Domain, Metalforce, Van Canto, Jack Starr's Burning Starr, Wizard, Crystal Viper, Age of Evil, Die Sklaven | ca. 10.000 |
| 2010 | 11. Juli      | Metalcamp, Tolmin, Slowenien                              | Manowar   | Arch Enemy, Crosswind, HolyHell, Kamelot, Metalforce, Virgin Steele, Who was I Mistyland, ArseA, Eat Your Brains, Menschenfresser, Vaalnor, Replica, Ibridoma, Battalion, Rude Forefathers                                                                                | ca. 3.500  |

## Festival DVDs
- 2007 – Magic Circle Festival Volume 1
- 2008 – Magic Circle Festival Volume 2